# Vendredi 13 (série de films)
Pour les articles homonymes, voir Vendredi 13 (homonymie).
 Pour plus de détails, voir Fiche technique et Distribution
Vendredi 13 (Friday the 13th) est une série de films d'horreur américains composée de douze films, de sous-genre slasher, d'une émission de télévision, de nombreux romans et autres bandes dessinées, de jeux vidéos ainsi que de plusieurs produits dérivés.
La franchise se concentre principalement sur le personnage fictif de Jason Voorhees. Le personnage fut imaginé par le scénariste à l'initiative du film original, Victor Miller.
Jason fut d'abord un enfant mort noyé au camp de Crystal Lake à l'âge de onze ans, faute qui fut imputée à la négligence de moniteurs qui copulaient.
Des années plus tard, Pamela Voorhees (en), mère de l'enfant, décide d’exprimer sa colère par de multiples sabotages tels que l'allumage de feux de forêt ou encore l'empoisonnement de l'eau du lac afin de susciter la peur d'une malédiction. Pamela fut responsable d'une multitude de morts toutes aussi brutales les unes que les autres. Cette folie meurtrière fut interrompue par Alice, se défendant d'une Pamela Voorhees en fureur et lui tranchant la tête à l'aide d'une machette. Cependant, Jason, dissimulé dans les fourrés, assiste à la décapitation de sa mère. Par la suite, il devint le tueur de Crystal Lake dont les meurtres donnèrent une sinistre réputation au Camp.
Le film original, sorti en 1980, fut mis en chantier afin de profiter du succès d'Halloween, sorti deux ans auparavant. L'histoire avait été élaborée par le scénariste Victor Miller et la réalisation fut confiée au cinéaste Sean S. Cunningham.
Les films de la franchise ont généré plus de 500 millions de dollars de recettes au box-office mondial. La saga Vendredi 13 fut, à l'époque, la franchise horrifique la plus rentable jusqu'à la sortie du sequel d'Halloween en 2018, plaçant cette franchise devant Vendredi 13.
Frank Mancuso Jr. a également développé une série télévisée après la sortie du sixième chapitre, (Vendredi 13, chapitre VI : Jason le mort-vivant), qu'il nomma Vendredi 13. Elle n'était reliée à aucun personnage, aucun cadre de la franchise, mais était basée sur la même idée de malchance et de malédiction qu'a symbolisée la série de films.
Par la suite, alors que Paramount Pictures possédait encore les droits de licence, quatre films ont été adaptés en roman. Lorsque la franchise a été vendue à New Line Cinema, Cunningham est revenu pour superviser deux films supplémentaires en plus du crossover entre Freddy et Jason. Sous la supervision de New Line Cinema, treize nouvelles et diverses bandes dessinées mettant en vedette le tueur au masque de hockey ont été publiées.
Bien que les films n'aient pas été reçus positivement par les critiques professionnelles, la franchise est tout de même considérée comme l'une des plus médiatisées et les plus prospères en Amérique, non seulement pour son succès mais aussi pour les nombreux produits dérivés qui en découlent. La popularité de la franchise a généré une base de fans qui ont eux-mêmes créé des « fans films » en façonnant la réplique des costumes de Jason et même en tatouant leurs corps d'œuvres provenant de la saga. Le masque de hockey de Jason est devenu aujourd'hui l'une des images les plus reconnaissables de l'horreur et de la culture populaire.

## Développement

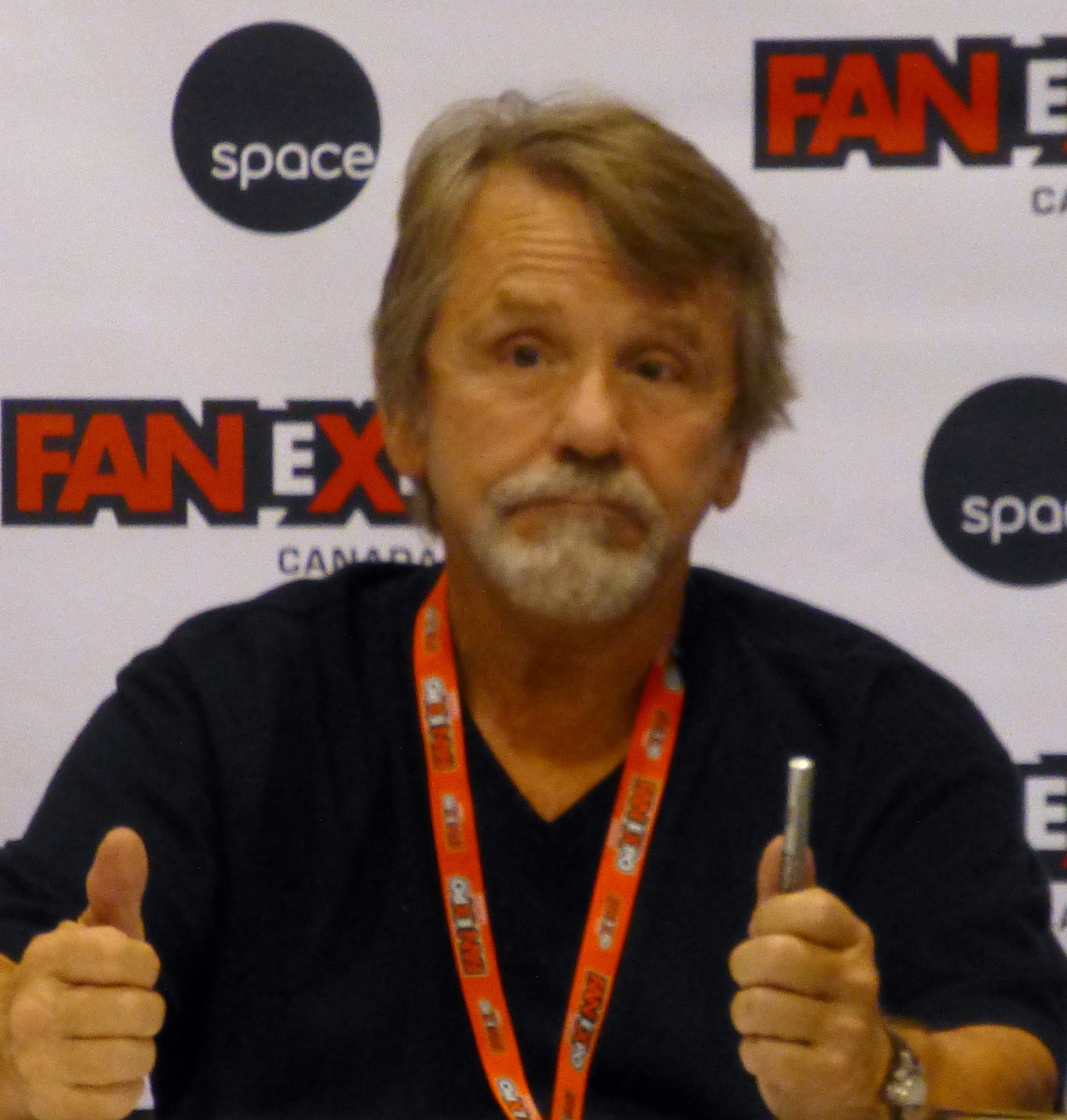
Sean S. Cunningham, réalisateur du premier film

Le premier film, sorti en 1980, a été produit et réalisé par Sean S. Cunningham qui avait déjà travaillé avec  Wes Craven sur son projet de La dernière maison sur la gauche sorti en 1972.
Fortement inspiré par le film à succès Halloween : La Nuit des masques de John Carpenter sorti en 1978, Cunningham souhaitait que son film soit perçu comme brutal et violent. Cunningham souhaitait "faire vibrer le public", "faire sursauter toute la salle".
Avant que les producteurs ne choisissent comme titre Friday the 13th pour le film, ces derniers avaient préféré le titre A Long Night at Camp Blood, nom donné par Victor Miller lors de l'écriture du scénario original. Cunningham prit l'initiative de le renommer Friday the 13th et s'est empressé de lancer une campagne publicitaire dans l'International Variety. Il charge une équipe de développeurs de concevoir le visuel du logo Vendredi 13 apparaissant en gros plan et brisant une vitre en verre. Il a finalement jugé que le titre ne posait aucun problème, bien que le distributeur George Mansour attestait qu'il y en avait un. Le problème a cependant été résolu rapidement.

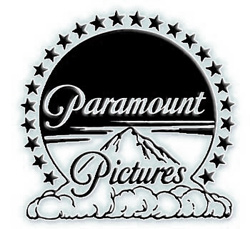
Le studio Paramount a engendré beaucoup de suites après le premier film

Au fil des années, les studios de production ont continué de mettre en route des suites en fonction du succès financier qu'ils avaient produit par rapport à leur budget relativement faible. Chaque film reprenait le même principe de base. Les cinéastes ont proposé des ajustements subtils dans la quête d'accroître l'intérêt du public comme les sous-titres, tels qu'il en avait été pour Chapitre final, le quatrième opus, Jason le mort-vivant pour le sixième film ou encore Meurtres en 3 Dimensions pour le troisième avec un petit raccord 3D au tournage pour celui-ci. Ce dernier fut l'œuvre qui apporta au personnage de Jason son aura de boogeyman et l'ancrera dans la culture populaire avec l'apparition de son masque de hockey.
Après avoir rencontré quelques difficultés pour trouver de nouveaux films à produire, le producteur Frank Mancuso Jr. décide de tuer Jason définitivement. Cependant, les producteurs parviendront à faire intervenir Jason dans d'autres films de la franchise.
Le succès de Vendredi 13 : Chapitre final annonçait un cinquième film et c'est ainsi que Vendredi 13 : Une nouvelle terreur fut mis en chantier. Cependant, dans ce film, l'antagoniste principal n'est plus Jason comme ce fut le cas dans les trois volets précédents, mais un père peiné par le meurtre de son fils, basculant dans une folie meurtrière contre les résidents de l'institut de Pinehurst.
Pour la suite, Jason Voorhees revient à la vie dans Vendredi 13, chapitre VI : Jason le mort-vivant. Le succès financier du film a poussé la production à mettre en œuvre un septième film, Vendredi 13, chapitre VII : Un nouveau défi. L'idée proposée par le scénariste Daryl Haney fut inspiré de l'héroïne du film Carrie au bal du diable en opposant Jason face à une dernière survivante possédant des pouvoirs télékinétiques.
Au fil des films, plusieurs idées furent soumises aux studios afin de faire sortir Jason de son terrain de chasse habituel, et c'est dans le huitième opus  Vendredi 13, chapitre VIII : L'Ultime Retour qu'ils y parviennent en conduisant le personnage de Jason à New York. Bien que la plupart des scènes se déroulent sur un navire, le dernier tiers du film se déroule dans la ville de New York, à Manhattan.

New Line Cinema achète les droits de licence

Quand Vendredi 13, chapitre VIII : L'Ultime Retour connût un échec au box-office, Cunningham décida de racheter les droits de Vendredi 13 et a aussitôt commencé à travailler avec la société New Line Cinema sur Freddy vs Jason dans la mesure où la société détenait les droits de la franchise Freddy. Le concept d'affrontement entre Freddy et Jason n'était pas nouveau. Paramount avait déjà approché New Line Cinema pour le tournage d'un crossover, plusieurs années auparavant, avant que celle-ci obtienne les droits de licence. À ce moment, les deux sociétés de production voulaient détenir la licence respective de l'autre afin de pouvoir contrôler la production du film du début à la fin, mais, après la sortie de L'Ultime Retour en 1989, les droits sont restitués à Scuderi, à Minasian et à Barsamianto qui les ont vendus à New Line Cinema. Avant que Cunningham ne commence à travailler sur le crossover, Wes Craven se rend dans les studios de New Line pour produire un nouveau Freddy, ce qui retarde le projet d'un crossover, mais permet à Cunningham de remettre Vendredi 13 sur les rails avec Jason va en enfer. Le film connaît un bénéfice substantiel, bien qu'il serve uniquement à ouvrir la porte à un croisement entre les deux franchises et, encore une fois, Vendredi 13 connaît une autre suite (Jason X) avant la sortie du crossover intitulé Freddy contre Jason.

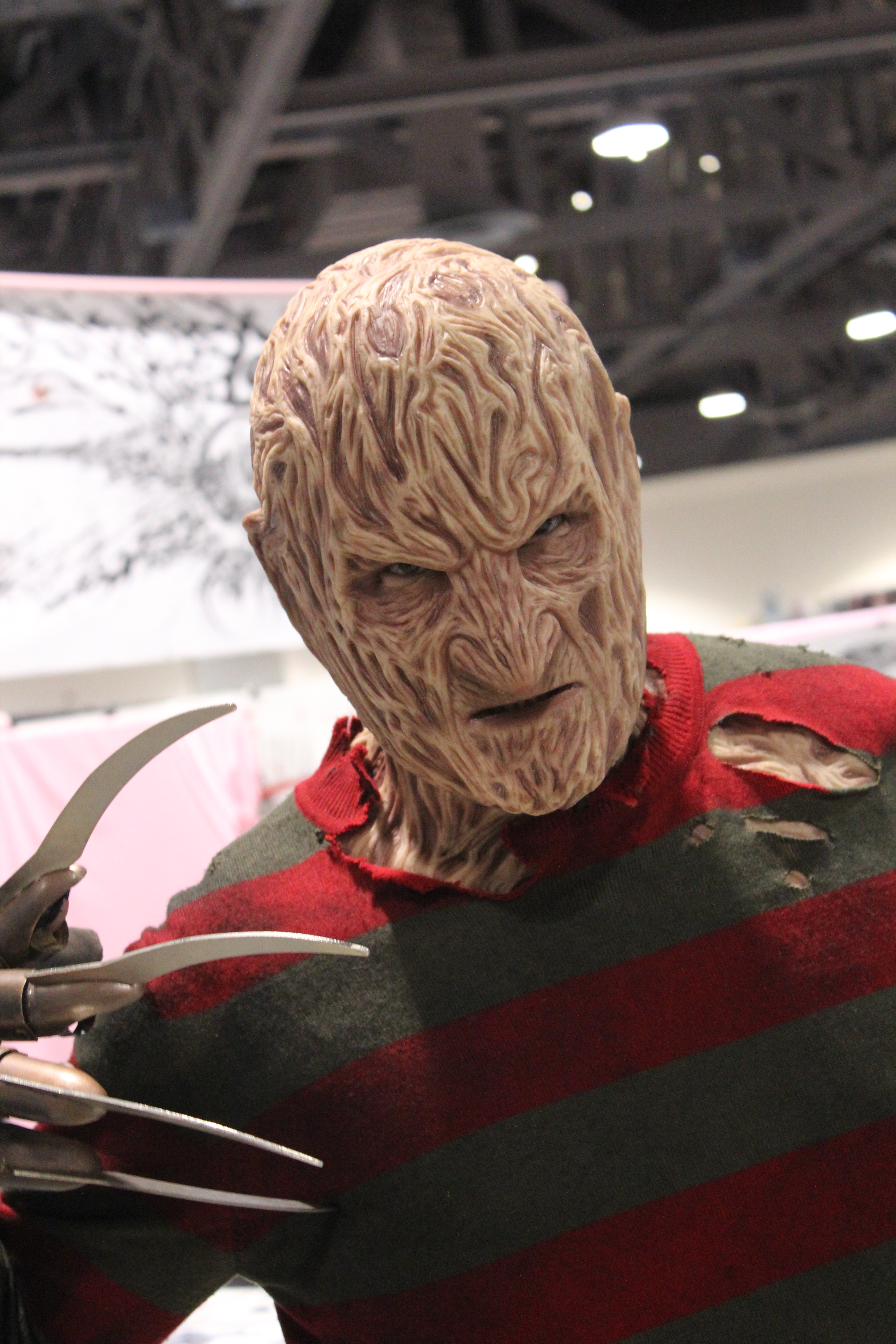
Freddy rencontre Jason dans le crossover

La frustration de Cunningham face aux retards dans le développement du crossover le poussa à produire Jason X, afin de faire patienter le public. Cependant, la mise en chantier du film est encore une fois ralentie par la démission du président de la production d'alors, Michael De Luca. Ce départ fut la conséquence d'un retard de deux ans, pour la sortie du film qui devint le moins rentable de la franchise au box-office alors qu'il bénéficiait d'un budget plus important que tous les films précédents. Après plus de 15 ans de développement et 6 millions de dollars dépensés dans 18 scénarios inutilisés et la mobilisation de plus d'une douzaine de scénaristes, New Line décide finalement de produire le crossover qui sort en 2003.

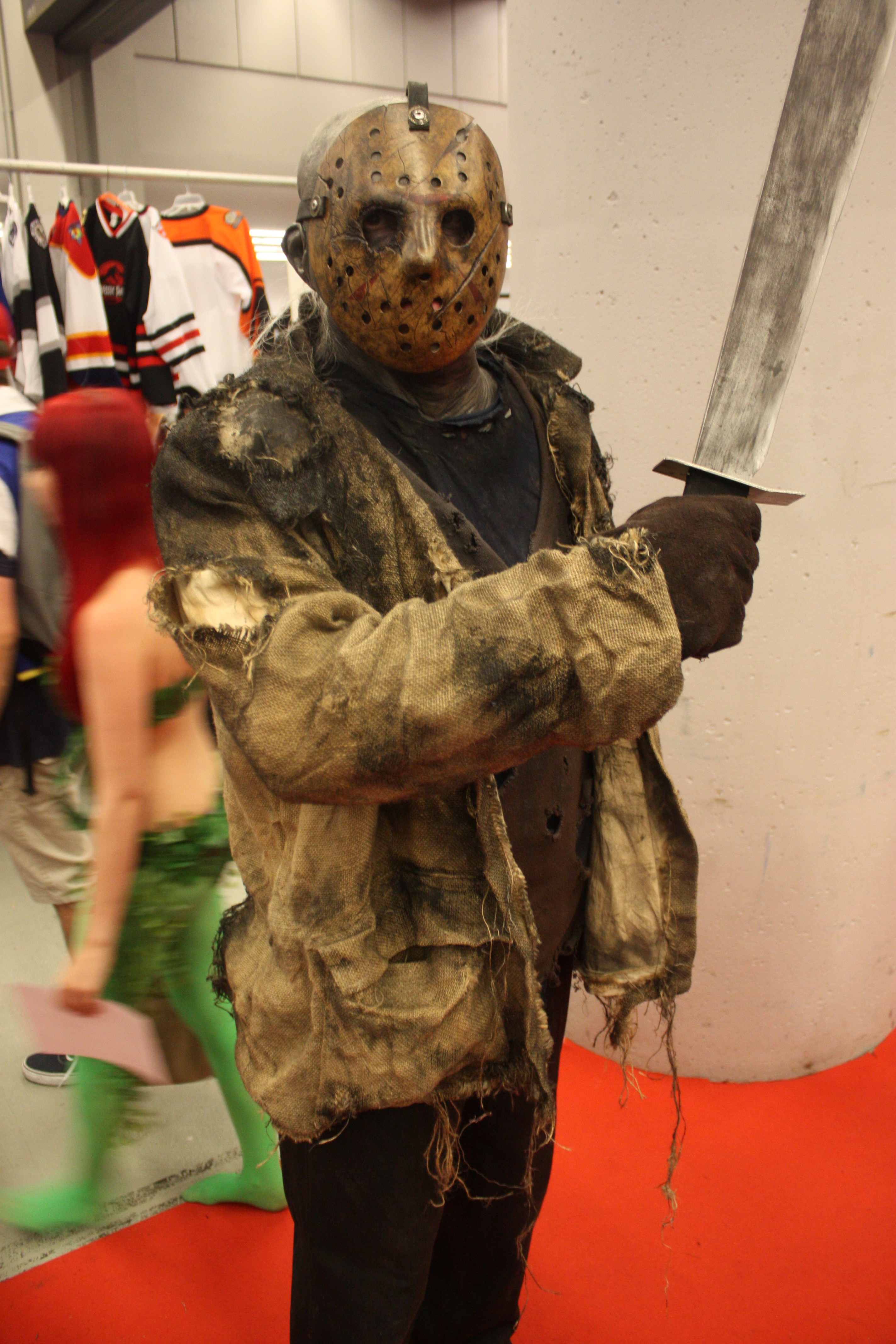
Jason rencontre Freddy dans le crossover

En janvier 2007, Andrew Form (en) et Brad Fuller, producteurs de la société Platinum Dunes, exposent leur objectif initial : redémarrer la franchise. New Line Cinema contacte les producteurs pour redémarrer la franchise, mais, comme Paramount possédait encore certains droits d'auteur sur le premier film, le film ne pouvait utiliser aucun élément de l'original. Paramount contacte alors les deux producteurs, souhaitant participer au redémarrage et leur donne l'autorisation d'utiliser tout ce qui se trouvait dans les films originaux, y compris le titre du film. Avec Paramount à bord, Fuller et Form décident d'utiliser les pièces des morceaux des premiers films. Shannon et Swift, les écrivains de Freddy vs Jason sont amenés à écrire le scénario du reboot avec Marcus Nispel, réalisateur du remake Massacre à la tronçonneuse de 2003, embauché en novembre 2007.
En 2023, Ryan Turek, l'un des producteurs de Blumhouse, annonce son souhait de relancer Vendredi 13.

## Succession d'événements imputables aux Voorhees
Dans le film original, sorti en 1980, Mme Voorhees, interprétée par Betsy Palmer, assassine les moniteurs chargés de la rénovation du camp de Crystal Lake en vue d'une réouverture prochaine. Quelques années auparavant, son enfant, Jason Voorhees avait disparu dans les eaux du lac un après-midi de septembre 1957. Il sera révélé plus tard que les moniteurs chargés de la surveillance du jeune garçon s'étaient isolés pour faire l'amour. Alice, survivante des assauts de Pamela, finira par la décapiter avec sa propre machette.
Dans sa suite, sortie en 1981, Jason, interprété par les cascadeurs Steve Daskewisz et Warrington Gillette, sort de son territoire pour tuer Alice avant de retourner à Crystal Lake. Cinq années passent, puis un groupe d'adolescents arrive à Crystal Lake pour installer un nouveau camp supervisé par Paul et son assistante, Ginny. Cette dernière découvre la cabane de Jason au milieu des bois et l'arrière salle que Jason avait transformé en sanctuaire pour sa mère. Alors que Paul, que l'on croyait mort, surgit à la cabane pour sauter sur Jason avant qu'il n'attaque Ginny, elle ramasse la machette au sol et lui enfonce dans l'épaule ce qui le fait s'effondrer. Jason est laissé pour mort et Ginny est prise en charge par les ambulanciers.
Lors des événements du troisième film, sorti en 1982, Jason, interprété par Richard Brooker, retire la machette de son épaule et se rend au chalet de la famille Higgins pour panser sa blessure, mais Chris Higgins retourne au chalet avec quelques amis et c'est alors que Jason recommence à massacrer tout le monde. Il finit par se procurer son fameux masque de hockey, dérobé à un moniteur, qui remplace le sac qu'il portait jusqu'alors pour cacher son visage. Dans la dernière scène, Chris arrive finalement à lui mettre un coup de hache dans le crâne et s'enfuit dans une barque au milieu du lac. Alors que la police arrive sur les lieux le lendemain du drame, Chris est en proie à une crise d'hystérie après les événements de la nuit.
Le quatrième film, sorti en 1984, se poursuit là où le troisième film s'achève. Jason, interprété par Ted White, est retrouvé par la police qui le conduit à la morgue d'un hôpital des environs après avoir retiré la hache de sa tête pour la ranger parmi les pièces à convictions. Jason se réveille à l'hôpital et tue le médecin légiste ainsi qu'une infirmière avant de retourner à Crystal Lake où un groupe d'amis loue une maison à côté de la résidence de la famille Jarvis. Le groupe d'amis ainsi que la mère de Trish et Tommy Jarvis sont vite massacrés par le tueur au masque de hockey. Alors que Jason poursuit Trish, Tommy se rase le crâne pour faire croire à Jason qu'il est lui étant petit. La supercherie fonctionne jusqu'à ce que Trish ramasse la machette au sol de la maison pour l'attaquer. Après quelques secondes de lutte entre Trish et Jason, Tommy ramasse la machette et l'enfonce dans l'œil gauche de Jason traversant l'ensemble de la profondeur de son visage. Le tueur s'écroule en s'empalant la machette à travers la tête, mais lorsque Tommy le voit bouger les doigts et comprend qu'il n'est pas mort, il s'en prend sauvagement à lui avec la machette.
Quelques années plus tard, nous suivons Tommy dans le cinquième volet de la saga, sorti en 1985, dans un institut psychiatrique à Pinehurst pour préparer sa réinsertion dans la vie réelle. La thérapie est néanmoins interrompue lorsque Victor, un patient de l'institut assassine brutalement Joey Burns, un autre pensionnaire dont le père est ambulancier. C'est alors qu'un assassin arborant le même masque que Jason fait son apparition et que les meurtres reprennent. En réalité, le meurtrier de ce volet se révèle être Roy Burns, l'ambulancier père de Joey, première victime du film. Anéanti par la mort brutale de son fils, Roy, l'imitateur, interprété par Dick Wieand, s'est inspiré de la légende de Jason Voorhees pour décimer les résidents et employés de Pinehurst, qu'il estime responsables de la mort de son fils. Ce copycat est finalement empalé sur des piques, en bas d'une grange, après avoir été poussé par Reggie, qui voulait sauver Pam, et poignardé par Tommy qui voulait protéger Reggie.
Dans le sixième volet, sorti en 1986, Tommy, encore tourmenté par son passé lié au tueur au masque de hockey, décide, un soir, de se rendre au cimetière où a été enterré Jason avec un ami pour l'exhumer et l'incinérer, mais les choses ne se passent pas comme prévu, car ils raniment accidentellement Jason grâce à la foudre. Jason, interprété par C. J. Graham, retourne à Crystal Lake, renommé Forest Green pour oublier les crimes passés que lui et sa mère ont commis, et tue les moniteurs du nouveau camp de vacances un par un. Tommy, ayant conçu un plan pour arrêter Jason, se rend au milieu du lac avec un petit bateau à moteur et attire Jason pour l'enchaîner et l'entraîner au fond du lac avec une pierre.
Dans le septième film de la franchise, sorti en 1988, Jason, interprété par Kane Hodder, est de nouveau ressuscité involontairement par Tina Shepard, interprétée par Lar Park-Lincoln, qui a confondu Jason avec son père qu'elle avait accidentellement tué lorsqu'elle avait huit ans grâce à ses pouvoirs télékinétiques. Jason recommence aussitôt à tuer, s'en prenant notamment aux jeunes de la maison d'à côté ainsi qu'à la mère de Tina et son docteur. Seuls Nick et elle restent en vie. Après une lutte acharnée contre Jason, elle le renvoie au fond du lac avec ses pouvoirs en faisant appel à son défunt père.
Néanmoins, Jason revient encore, car il est de nouveau ramené à la vie dans le huitième chapitre de la franchise, sorti en 1989, par un câble électrique se trouvant sous l'eau. Après avoir tué un couple sur un bateau, il monte sur un navire de croisière, le Lazarus, pour assassiner les étudiants d'une classe effectuant un voyage scolaire à New York. Lors de son arrivée à Manhattan, Jason poursuit Rennie (Jensen Daggett) et Sean (Scott Reeves), les deux derniers survivants de son massacre dans les égouts de la ville. Il finira par fondre, dissous par les déchets toxiques déversés dans les égouts.
Dans le neuvième volet intitulé Jason va en enfer, sorti en 1993, Jason, après une résurrection inexpliquée, est de retour à Crystal Lake et se fait tuer par un commando militaire qui l'explose en petits morceaux. Il réussit néanmoins à survivre grâce au transfert d'âme, passant de corps en corps sans que personne puisse le reconnaître. On apprend dans ce film que Jason a une sœur (Diana), une nièce (Jessica) et une petite nièce (Stephanie). Pour récupérer son vrai corps, Jason doit transférer son âme dans le corps d'un des trois membres de sa famille vivant ou mort. C'est ainsi qu'en prenant possession du corps de sa sœur, il réapparaît sous sa véritable forme avant le combat final. Le chasseur de primes Creighton Duke donne un poignard à Jessica qui se change aussitôt en une arme pouvant tuer Jason définitivement car seul un Voorhees a le pouvoir de renvoyer définitivement Jason six pieds sous terre. Jessica le poignarde en plein cœur et Jason est ainsi entraîné jusqu'en enfer.
Jason X, sorti en 2001, est le dixième film de la saga et se déroule essentiellement 400 ans plus tard. Une scientifique, nommée Rowan, interprétée par Lexa Doig, décide que la cryogénisation est la seule solution face à un être immortel. Elle souhaite en effet congeler Jason en attendant de trouver une solution définitive, mais l'armée ne voit pas les choses de cet œil et, alors qu'il s'apprêtait à être transféré sur un site sécurisé, Jason les surprend tous lorsqu'ils découvrent qu'il s'est libéré et massacre les militaires les uns après les autres. Rowan arrive cependant à le cryogéniser, mais, lorsque Jason la transperce ainsi que le caisson avec sa machette, la salle se referme et elle est aussitôt cryogénisée à ses côtés. 400 ans plus tard, une équipe d'étudiants découvre les corps de Rowan et Jason et les emporte sur son cargo de transport sans se douter de qui est l'homme au masque de hockey. Après avoir été ramenée à la vie grâce à la nanotechnologie, Rowan explique au professeur que Jason est trop dangereux pour être gardé à bord du cargo lorsqu'elle découvre qu'il est dans un laboratoire où il reprend vie sans l'aide de la nanotechnologie. Il est ensuite apparemment tué par l'androïde de Tsunaron, KM-14, mais est reconstruit à partir de tissus synthétiques dans le laboratoire. Il devient alors un cyborg quasi invincible. Il est cependant éjecté dans l'espace alors que les survivants restants embarquent dans une navette de secours.
Le onzième film, sorti en 2003, décrit l'affrontement tant attendu entre Freddy, interprété par Robert Englund, et Jason, interprété par Ken Kirzinger. Freddy ressuscite Jason pour semer à nouveau la terreur dans la rue Elm Street à Springwood, mais il ne sait pas qu'il ne pourra pas l'arrêter de tuer. Une bataille s'ensuit entre les deux tueurs légendaires à Crystal Lake. Elle trouve cependant une issue ambiguë, car Jason refait surface du lac en tenant la tête de Freddy clignant de l’œil.
En 2009, un douzième et dernier film fait sa sortie en salle. Il s'agit d'un remake des trois premiers films de la saga, puisque nous y retrouvons la décapitation de Pamela Voorhees, Jason portant un sac à patates et enfin la découverte de son fameux masque de hockey. Jason, interprété par Derek Mears, continue de tuer toutes les personnes envahissant Crystal Lake. Il enlève cependant une jeune femme, Whitney Miller, la sœur de Clay, interprétée par Amanda Righetti, qui ressemble à la mère de celui-ci étant plus jeune. Six semaines après sa disparition, son frère Clay, interprété par Jared Padalecki, se rend à Crystal Lake pour la chercher. Ils finissent par se retrouver et tuer Jason dans une scierie au milieu des bois.

## Musique
Lorsqu'Harry Manfredini a commencé à travailler sur la partition du film original, il a décidé de jouer la musique uniquement en présence du tueur afin de ne pas tromper le public en lui faisant croire que le tueur était là alors qu'il n'était pas censé l'être. Il affirme que le manque de musique pour certaines scènes était délibéré. Il a également noté que quand quelque chose était sur le point de se produire, la musique se coupait afin de détendre le public, ce qui a permis au sentiment de peur d'être plus prenant lors des meurtres.
Étant donné que Mme Voorhees n'est pas présentée avant la révélation des scènes finales, Manfredini avait pour tâche de créer une partition qui représenterait la meurtrière en son absence. Il s'inspira alors des Dents de la mer où le requin n'est pas vu pour la plus grande majorité du film. En écoutant un morceau de musique de Krzysztof Penderecki qui contenait un chœur avec de fortes prononciations, Manfredini s'en inspira pour créer un son similaire pour Vendredi 13. Il lui est venu le son « Ki ki ki ma ma ma » basé sur « Kill her mommy » ou « tue-la maman » dans la version française que Pamela répète sans cesse dans les dernières scènes contre Alice. Le « ki » vient de « kill » ou « tuer » en français et le « ma » vient de « mommy » ou « maman » en français. Afin d'obtenir un son unique, Manfredini a prononcé ces deux mots aussi durement, aussi distinctement et aussi rythmiquement dans un micro puis les a transférés dans une machine de réverbération à écho. Il aura terminé la partition originale au bout de quelques semaines dans le sous-sol d'un ami. Victor Miller et le rédacteur adjoint en chef Jay Keuper ont révélé à quel point la musique était mémorable. Keuper l'a même décrite comme « iconographique ».
Lorsque Manfredini revient pour composer la suite sortie en 1981, il aura seulement besoin de perfectionner le travail qu'il avait fait précédemment. Au fil des suites, il renonça à l'idée selon laquelle le thème devrait être réservé uniquement au tueur. Il décrit le style des suites comme une approche de préparation et d'assassinat. Lors de la composition du troisième chapitre, Manfredini n'est revenu que pour travailler sur les premières et dernières scènes du film car il était en cours de production à Broadway. Jack Tillar a reconstitué des morceaux de partitions des deux premiers films pour combler le temps restant du chapitre tandis que Michael Zagar a composé les thèmes d'ouverture et de fin. Manfredini et Zagar se sont rencontrés dans l'appartement de ce dernier où Zagar a repris le thème d'ouverture du film original en ajoutant un rythme disco. Manfredini est revenu pour le quatrième chapitre.
Lorsqu'il a commencé à travailler sur le cinquième chapitre, Manfredini a créé un thème unique pour le personnage de Tommy Jarvis. En revanche, pour le sixième chapitre, Tom McLoughlin a spécialement demandé à Manfredini de créer une partition qui ne prévienne en aucun cas le public de ce qui se passait ou allait se produire mais permettait au public de le faire pour lui-même. McLoughlin a repris cette idée du film Halloween de John Carpenter en 1978.
Il ne put composer pour le septième et huitième chapitre en raison d'engagements précédents mais ses partitions précédemment utilisées ont été réutilisées. Tandis qu'il travaillait sur DeepStar Six de Sean S. Cunningham, le producteur du film Iain Paterson a engagé Fred Mollin qui composait déjà pour la série du même nom pour finir de composer la musique du septième chapitre. La musique originale de Manfredini ne remplissait alors que la moitié du film. Mollin a ensuite repris intégralement la musique pour le huitième chapitre en écrivant une chanson originale avec Steve Mizer rappelant le style de Robert Plant pour l'ouverture du film. Manfredini est ensuite revenu pour composer la musique du neuvième et du dixième chapitre de la franchise avant d'être remplacé sur Freddy vs Jason. Ce remplacement était dû au fait que New Line Cinema souhaitait avant tout prendre une nouvelle direction. Manfredini affirme néanmoins que le final du film était exactement la même chose.

## Films

### Suite(s)
Peu de temps après la sortie du reboot en 2009, les producteurs de Platinum Dunes Brad Fuller et Andrew Form (en) expriment leurs intentions de faire une suite expliquant le plaisir qu'ils ont eu à produire le redémarrage de la franchise. Le 1er octobre 2009, Warner Bros. Pictures annonce son intention de sortir la suite du remake le vendredi 13 août 2010 et précisent plus tard que Damian Shannon et Mark Swift écrivent déjà la suite. Le 22 avril 2010, Fuller annonce sur Twitter que la suite est morte et ne verra pas le jour. Dans une entrevue, Fuller explique que Paramount Pictures et New Line Cinema bloquent la production d'éventuelles suites préférant travailler sur des films plus rentables et moins risqués. En conséquence, le film a été mis de côté dans l'attente que les studios donnent leur feu vert aux producteurs. Form et Fuller annoncent également que la suite pourrait être un film en 3D si jamais la voie leur était de nouveau ouverte.
Le 1er février 2011, Fuller annonce sur Twitter que Shannon et Swift ont terminé l'écriture du scénario pour la suite. Fuller déclare aussitôt qu'il est prêt à démarrer la production mais New Line Cinema n'est pas prêt à produire un nouveau Vendredi 13. Le 5 juin 2013, le Hollywood Reporter signale que Warner Bros a cédé les droits de licence à Paramount dans le cadre d'un accord qui leur permettrait de coproduire Interstellar. Une semaine après, Derek Mears l'interprète de Jason Voorhees dans le reboot de 2009 révèle que Paramount travaille avec Platinum Dunes pour commencer la production d'une suite le plus rapidement possible. David Bruckner est initialement choisi pour réaliser la suite du remake. Après avoir retardé le film à plusieurs reprises, Paramount programme une date de sortie pour le vendredi 13 mai 2016. En 2015, on apprend que Nick Antosca (en) s'occupera du scénario. Le 20 octobre 2015, The Wrap rapporte que Paramount a encore repoussé le film pour le 13 janvier 2017. Le 3 décembre 2015, il est annoncé qu'Aaron Guzikowski négociait un accord pour écrire un nouveau scénario mais le réalisateur chargé de la suite David Bruckner a quitté le projet et le film tombe encore une fois à l'eau. Le 31 mai 2016, Fuller révèle que le film reprendrait l'histoire originelle de Jason et que sa mère, Pamela ferait aussi partie du voyage. Le 8 août 2016, Variety nous apprend que Breck Eisner était en pourparlers pour réaliser le nouveau redémarrage. En septembre 2016, Paramount repousse la date de sortie pour le vendredi 13 octobre 2017.
Le 27 janvier 2017, il est annoncé que Platinum Dunes recherche un acteur pour jouer le jeune Jason Voorhees afin que la production puisse démarrer en mars 2017,,. Le 6 février 2017, Paramount annule officiellement le projet en raison du résultat catastrophique au box-office du film Le Cercle : Rings. Le 10 octobre 2017, Shannon et Swift révèlent le titre de la suite qu'ils avaient proposé (Friday The 13th : Camp Blood). Les droits de la franchise reviennent à Warner Bros et New Line Cinema en 2018. Le 26 janvier 2016, Victor Miller, scénariste du film original a envoyé une demande de résiliation à Horror Inc. prétendant vouloir récupérer les droits sur le scénario original et son contenu intégral, cessant par la même occasion les droits qu'il avait précédemment cédés à la Manny Company.
Le producteur du film original Sean S. Cunningham affirme que Miller a écrit le scénario original pour être à l'origine une pièce de théâtre pour la Manny Company. Le 28 septembre 2018, Victor Miller obtient les droits contre Cunningham, mettant un terme au procès.
En octobre 2018, LeBron James annonce, via sa société de production Springhill Entertainment et aux côtés de Vertigo Entertainment, qu'il est en pourparlers pour coproduire le prochain film. En novembre 2018, il est annoncé que Clint Ford avait écrit le scénario.
Le 31 mai 2019, on apprend que Sean S. Cunningham a relancé l'affaire contre Victor Miller afin de pouvoir produire un nouveau film.
Le 3 juillet 2019, nous apprenons que le scénariste et réalisateur de Vendredi 13, chapitre VI : Jason le mort-vivant, Tom McLoughlin, a déjà écrit un scénario dans l'idée de peut-être diriger un prochain film dans l'histoire de la franchise. Il ne peut hélas pas montrer son travail aux studios tant que le procès opposant Victor Miller à Sean S. Cunningham ne prend pas fin.
Le 18 juin 2020, il est révélé que Stephen King souhaitait écrire un spin-off de Vendredi 13, basé sur le point de vue de Jason Voorhees. King souhaitait ressusciter le personnage iconique au masque de hockey. Cependant, la bataille juridique qui a lieu entre Cunningham et Miller bloque toutes utilisations de l'histoire de Vendredi 13. Il révèle ainsi que le roman aurait été basé sur le destin infernal du personnage, qui l'aurait vu tué maintes et maintes fois au camp de Crystal Lake.

## Tournage
Le premier film fut tourné dans les cantons de Hardwick, Blairstown et Hope[Lequel ?] dans le New Jersey en 1979. Les scènes du camp de Crystal Lake ont été tournées sur un camp scout en activité à cette période, le camp No-Be-Bo-Sco, situé à Hardwick. Le camp est à ce jour toujours en activité.
Le tournage du deuxième film commence début octobre 1980 et s'achève en novembre de la même année. Les scènes ont principalement eu lieu à New Preston et à Kent dans l'État du Connecticut.
Georgetown Productions qui avait produit les films précédents a été impliqué dans la pré-production du troisième film en accord avec la société de distribution Paramount Pictures pour tourner les scènes en 3D. Le film a été tourné au Valuzet Movie Ranch à Saugus en Californie. Le chalet, la grange ainsi que le lac présentés dans le film ont été construits sur mesure pour le tournage. Le chalet est resté sur le terrain jusqu'à l'incendie qui l'a détruit en 2012.
Le quatrième film a été tourné à Topanga Canyon et à Newhall en Californie à partir du mois d'octobre 1983 jusqu'en janvier 1984 avec un retard de six semaines.
La scène où eut lieu l'assassinat de Lana et Billy a été tournée à Cornell (en) dans les montagnes de Santa Monica en Californie. Les scènes se déroulant à Pinehurst ont été tournées à Camarillo. D'autres scènes furent tournées à Beverly Hills et d'autres encore au Franklin Canyon.
Les scènes du sixième film impliquant le département de police ont été filmés à Covington en Géorgie tandis que les scènes se déroulant au camp Forest Green étaient tournés au camp Daniel Morgan à l'extérieur de la ville. La scène finale a été filmée dans la piscine du père de McLoughlin et bien que son filtre à piscine a été éclaboussé par la scène où Jason est frappé par l'hélice du bateau, il reste tout aussi heureux qu'un film Hollywoodien ait été tourné dans sa cour.
Le septième volet de la franchise fut tourné d'octobre 1987 à novembre 1987 dans le comté de Baldwin en Alabama à Byrnes Lake près de l'autoroute 225 et à proximité de Mobile.
Le tournage du huitième chapitre a été tourné à sept endroits différents aux États-Unis bien que les principaux lieux de tournage aient été en Colombie-Britannique au Canada, en particulier à Vancouver. Les scènes de ruelle ont été tournées à Los Angeles et le reste du film à New York, notamment à Times Square.
Le neuvième film a été intégralement tourné en Californie, dans différents lieux.
Le dixième film de la franchise a été entièrement tourné à Ontario au Canada.
Le crossover entre Freddy et Jason a également été tourné au Canada, dans différents lieux mais la plupart des scènes ont été tournées à Vancouver. Seules quelques scènes ont été tournées dans les studios d'Hollywood dans l'État de Californie.
Le remake et dernier chapitre de la franchise à entièrement été tourné au Texas.

## Fiche technique
| Équipe technique         | Vendredi 13 (1980)                                   | Le Tueur du vendredi (1981)                          | Meurtres en 3 dimensions (1982)                      | Chapitre final (1984)                                | Une nouvelle terreur (1985)                          | Jason le mort-vivant (1986)                 | Un nouveau défi (1988)                      | L'Ultime Retour (1989)                      | Jason va en enfer (1993)                 | Jason X (2002)                                  | Freddy contre Jason (2003)                                                                                                 | Vendredi 13 (2009)                                           |
| ------------------------ | ---------------------------------------------------- | ---------------------------------------------------- | ---------------------------------------------------- | ---------------------------------------------------- | ---------------------------------------------------- | ------------------------------------------- | ------------------------------------------- | ------------------------------------------- | ---------------------------------------- | ----------------------------------------------- | --- | ------------------------------------------------------------ |
| Réalisateur(s)           | Sean S. Cunningham                                   | Steve Miner                                          | Steve Miner                                          | Joseph Zito                                          | Danny Steinmann                                      | Tom McLoughlin                              | John Carl Buechler                          | Rob Hedden                                  | Adam Marcus                              | James Isaac                                     | Ronny Yu | Marcus Nispel                                                |
| Producteur(s)            | Sean S. Cunningham                                   |                                                      |                                                      |                                                      |                                                      |                                             |                                             |                                             | Sean S. Cunningham                       | Sean S. Cunningham                              | Sean S. Cunningham | Sean S. Cunningham                                           |
| Producteur(s)            |                                                      | Steve Miner                                          |                                                      | Tony Bishop                                          | Timothy Silver                                       | Don Behrns                                  | Barbara Sachs                               | Barbara Sachs                               | Debbie Hayn-Cass                         | Noel Cunningham                                 | | Michael Bay                                                  |
| Producteur(s)            |                                                      |                                                      | Frank Mancuso Jr.                                    | Frank Mancuso Jr.                                    | Frank Mancuso Jr.                                    |                                             | Frank Mancuso Jr.                           |                                             |                                          | Geoff Garrett                                   | | Andrew Form (en)                                             |
| Producteur(s)            |                                                      |                                                      |                                                      |                                                      |                                                      |                                             | Iain Paterson                               | Randy Cheveldave                            |                                          | James Isaac                                     | | Brad Fuller                                                  |
| Producteur(s)            |                                                      |                                                      |                                                      |                                                      |                                                      |                                             |                                             |                                             | Marilyn Stonehouse                       |                                                 | |                                                              |
| Scénariste(s)            | Victor Miller                                        | Ron Kurz                                             | Petru Popescu                                        | Barney Cohen                                         | Danny Steinmann                                      | Tom McLoughlin                              | Manuel Fidello                              | Rob Hedden                                  | Jay Huguely                              | Todd Farmer                                     | Damian Shannon | Damian Shannon                                               |
| Scénariste(s)            |                                                      | Phil Scuderi                                         | Carol Watson                                         | Bruce Hidemi Sakow                                   | David Cohen                                          |                                             | Daryl Haney                                 |                                             | Adam Marcus                              |                                                 | Mark Swift | Mark Swift                                                   |
| Scénariste(s)            |                                                      |                                                      | Martin Kitrosser                                     |                                                      | Martin Kitrosser                                     |                                             |                                             |                                             | Dean Lorey                               |                                                 | |                                                              |
| Musique                  | Harry Manfredini                                     | Harry Manfredini                                     | Harry Manfredini                                     | Harry Manfredini                                     | Harry Manfredini                                     | Harry Manfredini                            | Harry Manfredini                            |                                             | Harry Manfredini                         | Harry Manfredini                                | Graeme Revell | Steve Jablonsky                                              |
| Musique                  |                                                      |                                                      | Michael Zager                                        |                                                      |                                                      |                                             | Fred Mollin                                 | Fred Mollin                                 |                                          |                                                 | |                                                              |
| Photographie             | Barry Abrams                                         | Peter Stein                                          | Gerald Feil                                          | João Fernandes                                       | Stephen L. Posey                                     | Jon Kranhouse                               | Paul Elliott (en)                           | Bryan England                               | Bill Dill                                | Derick V. Underschultz                          | Fred Murphy | Daniel Pearl                                                 |
| Montage                  | Bill Freda                                           | Susan E. Cunningham                                  | George Hively                                        | Joel Goodman                                         | Bruce Green                                          | Bruce Green                                 | Maureen O'Connell                           | Steve Mirkovich (en)                        | David Handman                            | David Handman                                   | Mark Stevens | Ken Blackwell                                                |
| Montage                  |                                                      |                                                      |                                                      |                                                      |                                                      | Martin Jay Sadoff                           |                                             |                                             |                                          |                                                 | |                                                              |
| Montage                  |                                                      |                                                      |                                                      |                                                      |                                                      | Barry Zetlin                                |                                             |                                             |                                          |                                                 | |                                                              |
| Genre                    | horreur, Slasher                                     | horreur, Slasher                                     | horreur, Slasher                                     | horreur, Slasher                                     | horreur, Slasher                                     | horreur, Slasher                            | horreur, Slasher                            | horreur, Slasher                            | horreur, Slasher                         | horreur, Slasher                                | horreur, Slasher | horreur, Slasher                                             |
| Durée                    | 95 minutes                                           | 87 minutes                                           | 95 minutes                                           | 91 minutes                                           | 92 minutes                                           | 86 minutes                                  | 88 minutes                                  | 100 minutes                                 | 87 minutes                               | 91 minutes                                      | 97 minutes | 97 minutes                                                   |
| Sociétés de production   | Georgetown Productions Inc. Sean S. Cunningham Films | Georgetown Productions Inc. Sean S. Cunningham Films | Georgetown Productions Inc. Sean S. Cunningham Films | Georgetown Productions Inc. Sean S. Cunningham Films | Georgetown Productions Inc. Sean S. Cunningham Films | Sean S. Cunningham Films Paramount Pictures | Sean S. Cunningham Films Paramount Pictures | Sean S. Cunningham Films Paramount Pictures | New Line Cinema Sean S. Cunningham Films | New Line Cinema Sean S. Cunningham Films        | New Line Cinema Sean S. Cunningham Films                                                                                   | New Line Cinema Sean S. Cunningham Films                     |
| Sociétés de production   | Warner Bros. Paramount Pictures                      |                                                      | Paramount Pictures                                   | Paramount Pictures                                   | Paramount Pictures                                   | Terror Films Inc.                           | Friday Four Films Inc.                      | Horror Inc.                                 |                                          | Crystal Lake Entertainment Friday X Productions | Cecchi Gori Group Tiger Cinematografica Avery Pix Crystal Lake Entertainment WTC Productions Yannix Technology Corporation | Paramount Pictures Platinum Dunes Crystal Lake Entertainment |
| Sociétés de production   |                                                      |                                                      | Frank Mancuso Jr. Productions Jason Productions      |                                                      | Terror Inc.                                          |                                             |                                             |                                             |                                          |                                                 | |                                                              |
| Sociétés de distribution | Paramount Pictures                                   | Paramount Pictures                                   | Paramount Pictures                                   | Paramount Pictures                                   | Paramount Pictures                                   | Paramount Pictures                          | Paramount Pictures                          | Paramount Pictures                          | New Line Cinema                          | New Line Cinema                                 | New Line Cinema | New Line Cinema                                              |
| Date de sortie           | 9 mai 1980                                           | 30 avril 1981                                        | 13 août 1982                                         | 13 avril 1984                                        | 22 mars 1985                                         | 1er août 1986                               | 13 mai 1988                                 | 28 juillet 1989                             | 13 août 1993                             | 26 avril 2002                                   | 15 août 2003 | 13 février 2009                                              |
| Date de sortie           | 11 février 1981                                      | 13 janvier 1982                                      | 16 février 1983                                      | 11 juillet 1984                                      | 31 juillet 1985                                      | 14 janvier 1987                             | 20 juillet 1988                             | mai 1990 (en VHS)                           | 10 août 1994                             | 31 juillet 2002                                 | 29 octobre 2003 | 11 février 2009                                              |
| Pays d'origine           | États-Unis                                           | États-Unis                                           | États-Unis                                           | États-Unis                                           | États-Unis                                           | États-Unis                                  | États-Unis                                  | États-Unis                                  | États-Unis                               | États-Unis                                      | États-Unis | États-Unis                                                   |

## Distribution
| Personnages           | Vendredi 13 (1980) | Le Tueur du vendredi (1981)         | Meurtres en 3 dimensions (1982) | Chapitre final (1984) | Une nouvelle terreur (1985) | Jason le mort-vivant (1986) | Un nouveau défi (1988) | L'Ultime Retour (1989) | Jason va en enfer (1993) | Jason X (2002) | Freddy contre Jason (2003) | Vendredi 13 (2009) |
| --------------------- | ------------------ | ----------------------------------- | ------------------------------- | --------------------- | --------------------------- | --------------------------- | ---------------------- | ---------------------- | ------------------------ | -------------- | -------------------------- | ------------------ |
| Jason Voorhees        | Ari Lehman         | Steve Daskawisz Warrington Gillette | Richard Brooker                 | Ted White             | Tom Morga                   | C. J. Graham Dan Bradley    | Kane Hodder            | Kane Hodder            | Kane Hodder              | Kane Hodder    | Ken Kirzinger              | Derek Mears        |
| Pamela Voorhees       | Betsy Palmer       | Betsy Palmer                        | Marilyn Poucher                 |                       |                             |                             |                        |                        |                          |                | Paula Shaw                 | Nana Visitor       |
| Alice                 | Adrienne King      | Adrienne King                       |                                 |                       |                             |                             |                        |                        |                          |                |                            |                    |
| Paul Holt             |                    | John Furey                          |                                 |                       |                             |                             |                        |                        |                          |                |                            |                    |
| Ginny Field           |                    | Amy Steel                           |                                 |                       |                             |                             |                        |                        |                          |                |                            |                    |
| Chris                 |                    |                                     | Dana Kimmell                    |                       |                             |                             |                        |                        |                          |                |                            |                    |
| Tommy Jarvis          |                    |                                     |                                 | Corey Feldman         | Corey Feldman John Shepherd | Thom Matthews               |                        |                        |                          |                |                            |                    |
| Trish Jarvis          |                    |                                     |                                 | Kimberly Beck         |                             |                             |                        |                        |                          |                |                            |                    |
| Pam Roberts           |                    |                                     |                                 |                       | Melanie Kinnaman            |                             |                        |                        |                          |                |                            |                    |
| Reggie le risque tout |                    |                                     |                                 |                       | Shavar Ross                 |                             |                        |                        |                          |                |                            |                    |
| Megan Garris          |                    |                                     |                                 |                       |                             | Jennifer Cooke              |                        |                        |                          |                |                            |                    |
| Tina Shepard          |                    |                                     |                                 |                       |                             |                             | Lar Park-Lincoln       |                        |                          |                |                            |                    |
| Nick                  |                    |                                     |                                 |                       |                             |                             | Kevin Spirtas          |                        |                          |                |                            |                    |
| Rennie                |                    |                                     |                                 |                       |                             |                             |                        | Jensen Daggett         |                          |                |                            |                    |
| Sean Robertson        |                    |                                     |                                 |                       |                             |                             |                        | Scott Reeves           |                          |                |                            |                    |
| Steven Freeman        |                    |                                     |                                 |                       |                             |                             |                        |                        | John D. LeMay            |                |                            |                    |
| Jessica Kimble        |                    |                                     |                                 |                       |                             |                             |                        |                        | Kari Keegan              |                |                            |                    |
| Creighton Duke        |                    |                                     |                                 |                       |                             |                             |                        |                        | Steven Williams          |                |                            |                    |
| Rowan                 |                    |                                     |                                 |                       |                             |                             |                        |                        |                          | Lexa Doig      |                            |                    |
| Tsunaron              |                    |                                     |                                 |                       |                             |                             |                        |                        |                          | Chuck Campbell |                            |                    |
| Kay-Em 14             |                    |                                     |                                 |                       |                             |                             |                        |                        |                          | Lisa Ryder     |                            |                    |
| Sergent Brodski       |                    |                                     |                                 |                       |                             |                             |                        |                        |                          | Peter Mensah   |                            |                    |
| Freddy Krueger        |                    |                                     |                                 |                       |                             |                             |                        |                        |                          |                | Robert Englund             |                    |
| Will Rollins          |                    |                                     |                                 |                       |                             |                             |                        |                        |                          |                | Jason Ritter               |                    |
| Lori                  |                    |                                     |                                 |                       |                             |                             |                        |                        |                          |                | Monica Keena               |                    |
| Clay Miller           |                    |                                     |                                 |                       |                             |                             |                        |                        |                          |                |                            | Jared Padalecki    |
| Whitney Miller        |                    |                                     |                                 |                       |                             |                             |                        |                        |                          |                |                            | Amanda Righetti    |
| Jenna                 |                    |                                     |                                 |                       |                             |                             |                        |                        |                          |                |                            | Danielle Panabaker |

## Box-office
Globalement, la franchise a reçu un accueil très négatif de la part des critiques professionnelles contrairement à d'autres films slasher comme Halloween. Les critiques n'avaient pas appréciés le nombre élevé de meurtres par rapport au développement de l'intrigue et du personnage central, Jason. Néanmoins, les films ont rencontré un succès financier monstrueux ce qui poussa la société Paramount Pictures à produire davantage de suites. En comparant cette franchise à d'autres et en tenant compte de l'inflation de 2018, Vendredi 13 est la deuxième plus grosse franchise horrifique aux États-Unis avec plus de 832 millions de dollars. Le succès de cette franchise est suivie de près par ses concurrents Freddy (plus de 710 millions de dollars), Hannibal Lecter (plus de 744 millions de dollars), Halloween (plus de 832 millions de dollars), Saw (plus de 588 millions de dollars), Scream (plus de 592 millions de dollars), Massacre à la tronçonneuse (plus de 394 millions de dollars) et Chucky (plus de 281 millions de dollars).
| Film                                   | Date de sortie  | Recettes au box-office | Recettes au box-office | Recettes au box-office | Budget       | Entrées France,   | Référence |
| Film                                   | Date de sortie  | États-Unis             | Reste du monde         | Mondial                | Budget       | Entrées France,   | Référence |
| -------------------------------------- | --------------- | ---------------------- | ---------------------- | ---------------------- | ------------ | ----------------- | --------- |
| Vendredi 13 (1980)                     | 9 mai 1980      | 39 754 601 $           | 20 000 000 $           | 59 754 601 $           | 700 000 $    | 603 008           | [ 55 ]    |
| Vendredi 13 : Le tueur du vendredi     | 30 avril 1981   | 21 722 776 $           | indeterminé            | 21 722 776 $           | 1 250 000 $  | 169 687           | [ 56 ]    |
| Vendredi 13 : Meurtres en 3 dimensions | 13 août 1982    | 34 581 519 $           | indeterminé            | 34 581 519 $           | 4 000 000 $  | 307 747           | [ 57 ]    |
| Vendredi 13 : Chapitre final           | 13 avril 1984   | 32 980 880 $           | indeterminé            | 32 980 880 $           | 2 600 000 $  | 270 013           | [ 58 ]    |
| Vendredi 13 : Une nouvelle terreur     | 22 mars 1985    | 21 930 418 $           | indeterminé            | 21 930 418 $           | 2 200 000 $  | 176 873           | [ 59 ]    |
| Vendredi 13 : Jason, le mort vivant    | 1er août 1986   | 19 472 057 $           | indeterminé            | 19 472 057 $           | 3 000 000 $  | 100 320           | [ 60 ]    |
| Vendredi 13 : Un nouveau défi          | 13 mai 1988     | 19 170 001 $           | indeterminé            | 19 170 001 $           | 2 800 000 $  | 59 543            | [ 61 ]    |
| Vendredi 13 : L'ultime retour          | 28 juillet 1989 | 14 343 976 $           | indeterminé            | 14 343 976 $           | 5 000 000 $  | inédit en salles  | [ 62 ]    |
| Jason va en enfer                      | 13 août 1993    | 15 935 068 $           | indeterminé            | 15 935 068 $           | 3 000 000 $  | moins de 1 000    | [ 63 ]    |
| Jason X                                | 26 avril 2002   | 12 610 731 $           | 3 830 243 $            | 16 440 974 $           | 14 000 000 $ | 79 712            | [ 64 ]    |
| Freddy Vs Jason                        | 15 août 2003    | 82 556 855 $           | 32 286 175 $           | 114 843 030 $          | 25 000 000 $ | 383 349           | [ 65 ]    |
| Vendredi 13 (2009)                     | 13 février 2009 | 64 997 188 $           | 26 377 032 $           | 91 374 220 $           | 19 000 000 $ | 129 477           | [ 66 ]    |
| Total                                  | Total           | 380 106 070 $          | 82 493 450 $           | 462 549 520 $          | 82 550 000 $ | 2 280 729 entrées |           |

## Autour des films

### Série télévisée
Le 28 septembre 1987, Paramount Pictures a commencé à diffuser Vendredi 13, une série télévisée américaine mettant l'accent sur les tentatives de deux cousins de récupérer des antiquités maudites vendues dans un magasin dont ils ont hérité de leur défunt oncle. L'émission mettait en vedette John D. LeMay dans le rôle de Ryan Dallion et Louise Robey (en) dans le rôle de Michelle Foster. L'émission fut créée par Frank Mancuso Jr. et Larry B. Williams sous le titre initial de The 13th Hour et compte actuellement 72 épisodes. Mancuso Jr. n'a jamais eu l'intention de lier directement l'émission de télévision à la série de films mais il a tout de même utilisé l'idée du vendredi 13, c'est-à-dire la symbolisation de la malchance et des malédictions. Les créateurs ont voulu associer le masque de hockey de Jason à la série mais l'idée a été aussitôt écartée pour que le spectacle puisse exister par lui-même. Mancuso Jr. craignait que la mention d'événements quelconques de la série de films éloigne le public du "monde nouveau que nous essayions de créer". La décision de nommer l'émission Vendredi 13 a été prise parce que Mancuso Jr. croyait que ça aiderait à vendre l'émission sur les différentes plateformes de réseaux. Le tournage a eu lieu à Toronto, Ontario, Canada. La série a été diffusée pour la première fois tard dans la nuit. Le succès de celle-ci poussa certaines stations radiophoniques de passer au prime time. Produite avec un budget de 500 000 $ par épisode, la première saison s'est classée deuxième parmi le groupe masculin de 18 à 49 ans, juste derrière Star Trek : La Nouvelle Génération. De plus, la première saison s'est classée au cinquième rang chez les femmes âgées de 18 à 49 ans.
En septembre 2003, lors d'un débat au congrès de Maniafest, Sean S. Cunningham a évoqué la possibilité de faire revenir la série télévisée sur les écrans de télévision. La série serait alors consacrée à un groupe d'adolescents vivant dans la région de Crystal Lake. Le 22 octobre 2005, Cunningham a davantage discuté du futur de la série potentielle. Il a expliqué que l'idée était d'appeler la série Crystal Lake Chronicles et de la situer dans une ville entourée par l'histoire de Jason. La série se concentrerait davantage sur les problèmes de maturité dans un style similaire à celui de Buffy contre les vampires, Dawson Creek ou encore Smallville, avec Jason comme personnage d'arrière-plan récurrent.
En avril 2014, il a été annoncé que MoviePass Films et Crystal Lake Entertainment envisageaient de produire ensemble la série télévisée. La série se concentrerait alors sur un groupe de personnes à Crystal Lake, confrontés au retour de Jason Voorhees ainsi qu'à la découverte de nouvelles informations liées à sa famille. En août 2015, il a été annoncé que la série était en cours de production par The CW Television Network. Steve Mitchell et Craig Van Sickle ont été embauchés pour écrire le pilote tandis que Cunningham, Randall Emmett, George Furla et Mark Canton seraient les producteurs exécutifs. En août 2016, le réseau a annoncé qu'il avait décidé d'annuler la série. Le président de The CW, Mark Pedowitz a expliqué "Nous avions de meilleurs pilotes. En fin de compte, nous avons estimé que nous avions d'autres objectifs plus solides alors nous ne les avons pas poursuivis. C'était bien écrit, plus sombre que nous le souhaitions et nous ne pensions pas qu'il était durable... Nous ne pensions pas qu'il s'agissait d'un scénario durable, d'une série durable. C'était un très bon pilote, mais pas assez viable pour la série.".

### Jeux vidéo
En mai 1986, Domark a sorti Friday The 13th Game pour Amstrad CPC, Commodore 64 et ZX Spectrum. L'intrigue du jeu poussait un joueur à persuader les autres de se cacher dans le sanctuaire qu'il avait choisi. Jason était déguisé en "ami" jusqu'à ce qu'il décide d'attaquer un joueur. Trois ans plus tard, LJN a publié un jeu pour NES. En 2006, Xendex a sorti son propre jeu mobile. Le joueur devait incarner un conseiller du camp et alors que les conseillers préparaient le camp pour son premier week-end d'été, un inconnu commençait à les massacrer un par un. Le joueur devait donc découvrir la vérité et survivre. Cette même année, Friday the 13th: Road to Hell est publié toujours en tant que jeu java par HeroCraft.
Electronic Gaming Monthly a annoncé en janvier 2015 un nouveau jeu Survival horror multiplateformes. Une expérience de jeu multijoueur asymétrique, coopérative et compétitive en cours de développement avec une date de sortie provisoire en octobre 2015. Ce jeu était à l'origine intitulé Slasher Vol. 1 : Summer Camp développé par IllFonic avec la contribution de Gun Media. Le jeu a été financé par le biais des campagnes de don "BackerKit" et "Kickstarter". Ils ont collecté plus d'un million de dollars sur un total de plus de 28 000 contributeurs avec un nouveau titre confirmé Friday the 13th, le jeu. Un panel de développement a été ouvert pour Gun Media et IllFonic à la PAX South 2016 en janvier 2016 avec des séquelles pré alpha et une liste d'animation de mise à mort.
Un jeu mobile fait également son apparition sur IOS, Android et Steam le 20 janvier 2018 appelé : Vendredi 13 : Killer Puzzle.

### Produits dérivés
Outre les films, les séries télévisées et les divers ouvrages basés sur la franchise, il existe plus de 100 produits sous licence générant un chiffre d'affaires supérieur à 125 millions de dollars. Au fil des années, les personnages de la saga ont été commercialisés sous différentes gammes de jouets. En 1988, Screamin' Toys a produit un kit de modèle de Jason Voorhees. Six ans plus tard, ils publient un deuxième modèle basé sur l'apparition de Jason dans Jason va en enfer. Les deux kits sont plus en cours de production. En 1998, McFarlane Toys' Movie Maniacs series 1 a sorti un modèle de Jason basé du neuvième film. L'année suivante, ils sortent une maquette de 150 mm de Freddy et Jason  en vitrine. Puis en 2002, ils sortent un modèle basé sur le Uber Jason du dixième film.
Outre les jeux vidéo et les jouets, la série a également vu la sortie des bandes sonores de ses films. en 1982, Gramavision Records a sorti un album de morceaux choisis des partitions d'Harry Manfredini sur les trois premiers films de la franchise. Le 27 septembre 2005, BSX Records a sorti un CD en édition limitée des partitions de Fred Mollin. Le 13 janvier 2012, La-La Land Records a sorti un coffret de six CD en édition limitée des partitions de Manfredini tirées des six premiers films. À partir du neuvième film, chacun d'entre eux possédera de sa propre partition musicale et de sa propre bande originale.

### Autres médias
Jason apparaît dans les épisodes Simpson Horror Show V et Simpson Horror Show IX de la série télévisée américaine Les Simpson.
En 2012, les tortues ninjas sont confrontés à un ennemi reprenant les méthodes du tueur au masque de hockey baptisé "Le barjo" par Michaelangelo. Par ailleurs, chacune de ses apparitions est accompagnée de la musique des films de la franchise.

## Littérature

### Romans
Six des douze films ont été adaptés en roman, les chapitres I, II, III, VI, X et XI. Le premier roman est une adaptation du troisième chapitre de Michael Avallone. Il avait auparavant adapté La planète des singes et Traitement de choc. L'auteur a choisi d'utiliser une fin alternative, une fin qui avait été filmée pour le troisième film mais n'a jamais été utilisé. Dans cette autre fin, Chris entend la voix de Rick depuis son canoë et retourne immédiatement au chalet. Quand elle ouvre la porte, Jason se tient debout devant elle et la tue.
Le livre suivant a été adapté du sixième chapitre en 1986, soit quatre années après par Simon Hawke. Hawke adaptera également les trois premiers films en romans et sa propre adaptation du film original en 1987. Il publie deux nouvelles versions des chapitres II et III en 1988. Sa première adaptation du chapitre VI présentait le personnage d'Elias Voorhees, le père de Jason, qui devait à l'origine apparaître dans le film avant sa diffusion dans les salles. Le livre explique comment Elias a enterré le corps de Jason au lieu de la crémation prévue après sa mort dans le quatrième chapitre.
En 1994, quatre nouveaux romans ont été publiés sous le titre de Friday The 13th. Ces romans se concentraient sur différentes personnes mettant la main sur le masque de hockey de Jason et devenant par la suite possédé par son esprit mais le personnage réel ne figurait pas dans les romans. Les romans furent écrits par Eric Morse. Les livres s'intitulaient Mother's Day, Jason's Curse, The Carnival et Road Trip.
En 2003 et en 2005, Black Flame publie les romans adaptés du dixième et onzième chapitre. Après la sortie de l'adaptation de Jason X, ils commencèrent par publier deux séries de romans. La première série portait le titre de Jason X tandis que l'autre portait le titre de Friday The 13th. La première série comportait quatre suites à l'adaptation de 2005. Jason X : The Experiment fut le premier à être publié. Le gouvernement tenta d'exploiter l'invincibilité de Jason pour créer une armée de super soldats. Le deuxième roman intitulé Planet of the Beast suivait les efforts du Dr Bardox et de son équipe alors qu'ils tentent de cloner Jason. Le troisième intitulé Death Moon tournait autour de l'atterrissage brutal de Jason au camp Moon Camp Americana et le dernier roman intitulé To the Third Power parlait de la découverte d'un clone de Jason en dessous d'une prison.
La deuxième série de romans n'est pas liée à la première et ne continuent pas l'histoire racontée par les films. Au lieu de cela, chaque roman a développé le personnage de Jason à sa manière. Le premier roman intitulé Friday the 13th: Church of the Divine Psychopath voyait Jason se faire ressusciter par un culte religieux. Dans le deuxième roman intitulé Friday the 13th: Hell Lake, un tueur en série a récemment été exécuté, Wayne Sanchez, il persuade Jason pour l'aider à s'échapper de l'autre monde et revenir dans le monde réel. Dans le troisième roman intitulé Hate-Kill-Repeat, deux tueurs en série religieux tentent de retrouver Jason à Crystal Lake, estimant qu'ils partagent le même mépris pour ceux qui enfreignent le code moral. Le quatrième roman intitulé The Jason Strain place Jason sur une île avec un groupe de condamné à mort placés par une émission de télé-réalité tandis qu'un scientifique tente de créer une super drogue capable de retarder la vieillesse à partir de l'ADN de Jason. Au lieu de cela, le scientifique créé un virus qui ramène les morts et les transforme en zombies. Enfin, dans le dernier roman intitulé Carnival of Maniacs, le personnage de Pamela Voorhees sort de sa tombe et part à la recherche de son fils qui fait maintenant partie d'un spectacle itinérant et est sur le point d'être vendu aux enchères au plus offrant.

### Bandes dessinées
Suivant l'acquisition de la franchise par New Line Cinema, plusieurs éditions de bandes dessinées ont été publiées par Topps Comics, Avatar Press et DC Comics et imprimées par Wildstorm. La première bande dessinée a été adaptée de Jason va en enfer par Topps Comics en 1993 et est écrit par Andy Mangels. La série de trois numéros était une sorte de version condensée du film avec quelques ajouts de scènes inédites. Ils publient également une autre série deux années plus tard écrit par Nancy A. Collins qui mis en scène une mini-série non-canonique de trois numéros comportant un croisement entre Jason et Leatherface de Massacre à la tronçonneuse. Dans cette histoire tout à fait inédite, Jason embarque à bord d'un train et fait la rencontre de Leatherface. Les deux protagonistes deviennent dès lors, amis avant que Leatherface adopte Jason mais à la suite de plusieurs malentendus, les deux colosses se font face.
Le 13 mai 2005, New Line Cinema a exercé ses droits en utilisant le nom "Vendredi 13" lorsqu'ils ont, avec Avatar Press publié un numéro spécial écrit par Brian Pulido et illustré par Mike Wolfer et Greg Waller. L'histoire se déroule après les événements du film Freddy vs Jason, où un frère et une sœur, Miles et Laura Upland, héritent du camp Crystal Lake. Connaissant l'histoire de Jason, Laura entreprend de détruire Jason à tout jamais avec un groupe paramillitaire afin qu'elle puisse vendre le territoire avec son frère. Plus de 17 500 exemplaires ont été vendus.
Avatar Press a également publié une mini-série de trois numéros, intitulée : Bloodpath, en 2005. Écrit par Brian Pulido et illustré par Mike Wolfer et Andrew Dalhouse, le récit se tourne vers un groupe d'adolescents se rendant au camp Tomorrow, situé en plein cœur de Crystal Lake pour le travail mais aussi pour se livrer à d'autres plaisirs et passer un week-end festif. Le groupe découvrira bientôt qu'ils ont des antécédents communs et ne tarderont pas à réveiller Jason, qui commencera alors une boucherie sans nom.
Pulido retournera une fois encore, auprès d'Avatar Press afin d'écrire un autre numéro spécial, intitulé : Jason X. L'histoire suivrait les événements se déroulant après le film Jason X, lorsque Jason s'écrase sur Terre-2 où une bio-ingénieur, Kristen, tente de maîtriser le colosse dans l'espoir d'utiliser ses cellules régénératives pour sauver sa propre vie et la vie des personnes qu'elle aime.
En février 2006, Avatar Press publie son dernier numéro Vendredi 13, il s'agit alors d'une mini-série de deux questions, intitulée : Jason vs Jason X. La série est écrite et illustrée par Mike Wolfer. L'histoire se déroule une fois encore après les événements du film Jason X, où une équipe de sauvetage découvre le vaisseau spatial, Grendel, et réveille Jason Voorhees, régénéré. Les "Jason" originaux et la version robotisée "Uber Jason" sont alors entraînés dans une bataille, jusqu'à la mort.
En juin 2006, Wolfer écrit une bande dessinée, intitulée Vendredi 13 : Fearbookest et illustrée par Sebastian Fiumara. Dans cette bande dessinée, Jason est capturé par l'organisation Trent. Jason réussi à s'échapper et cherche Violet, la survivante de la bande dessinée Bloodpath que l'organisation Trent a également capturé et retient dans ses locaux à Crystal Lake. 

## Documentaire
- 2009 : His name was Jason, réalisé par Daniel Farrands - (Durée : 1 h 30 min)
- 2013 : Crystal Lake Memories : The Complete History of Friday The 13th, réalisé par Daniel Farrands - (Durée : 6 h 40 min)